# Fleurigné
Fleurigné is een plaats en voormalige gemeente in het Franse departement Ille-et-Vilaine in de regio Bretagne. De plaats maakt deel uit van het arrondissement Fougères-Vitré. Fleurigné telde op 1 januari 2021 917 inwoners.

## Geschiedenis
Fleurigné is op 1 januari 2024 gefuseerd met La Chapelle-Janson tot de gemeente La Chapelle-Fleurigné.

## Geografie
De oppervlakte van Fleurigné bedroeg op 1 januari 2021 18,17 vierkante kilometer; de bevolkingsdichtheid was toen 50,5 inwoners per km².

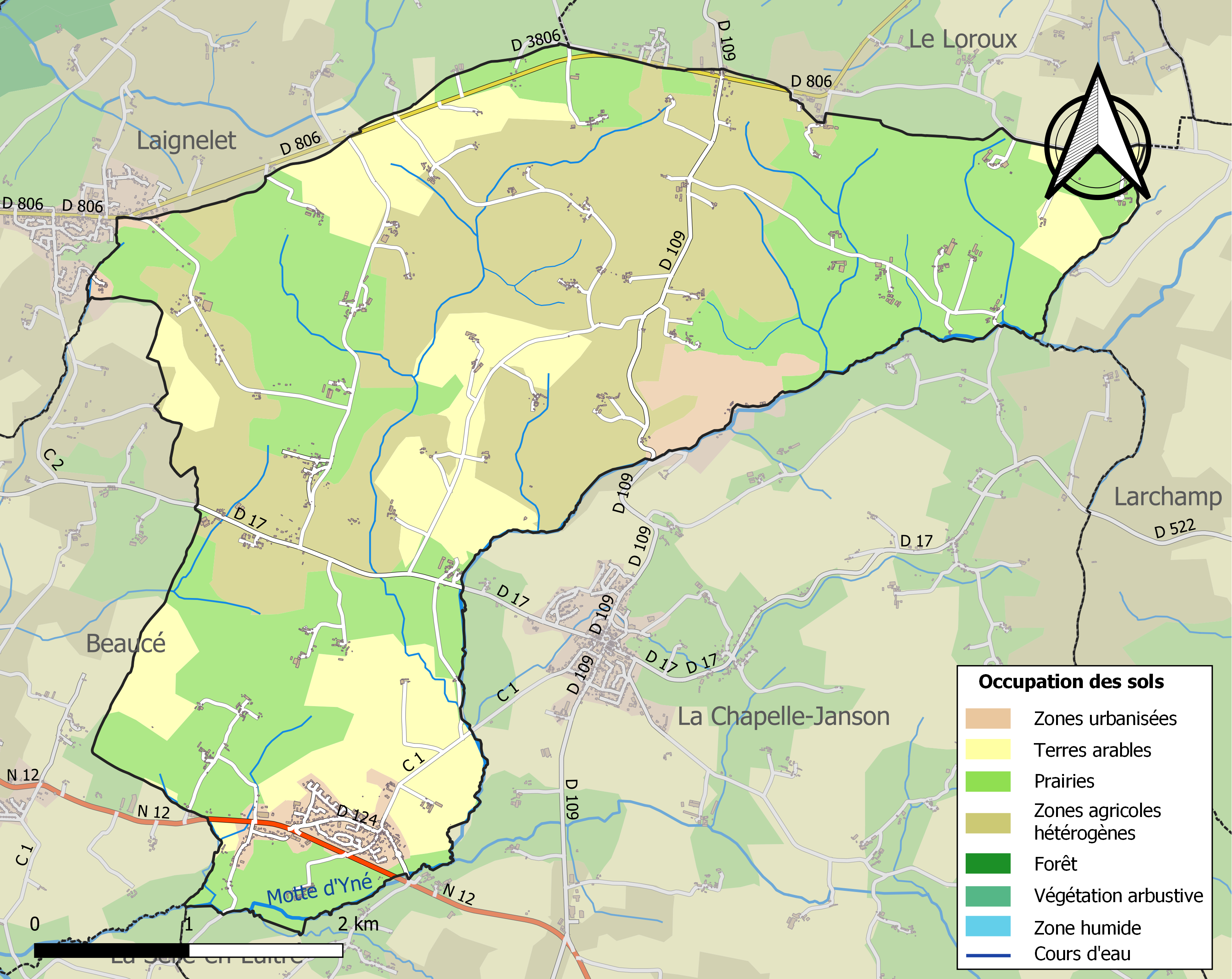
Kaart van de voormalige gemeente met belangrijkste infrastructuur, bodemgebruik en omliggende gemeenten

## Demografie
Onderstaande figuur toont het verloop van het inwonertal (bron: INSEE-tellingen).